# Mały Bacuch

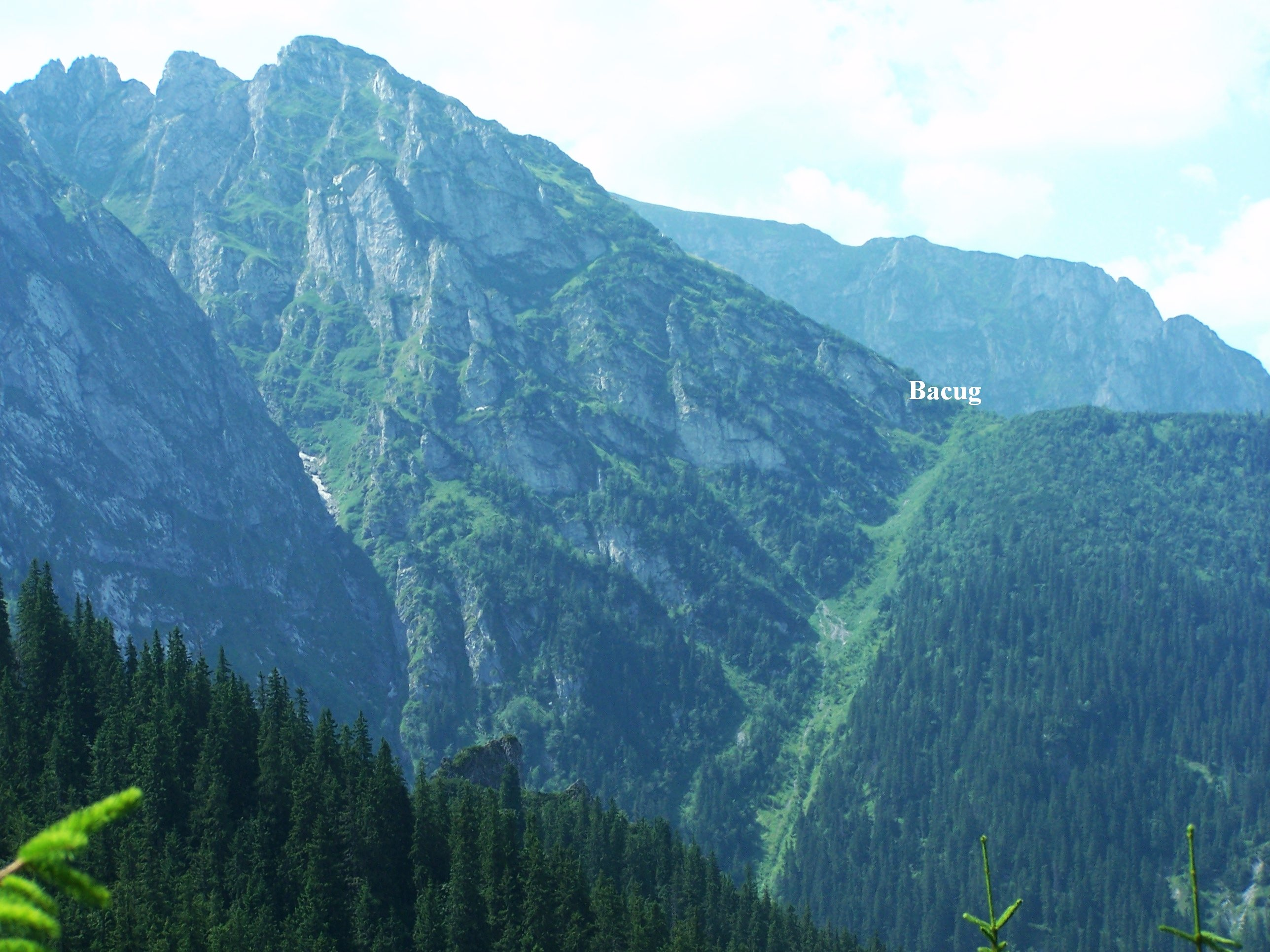
Na prawo od żlebu Warzecha Mały Bacug. Widok z Sarniej Skały

Mały Bacuch, Mały Bacug – strome północno-zachodnie zbocza Grzybowca w Tatrach Zachodnich, opadające spod przełęczy Bacuch do Małej Dolinki, będącej górną częścią Doliny Strążyskiej. Od orograficznie lewej strony sąsiaduje z Wielkim Bacuchem, zaś od prawej strony znajduje się żleb Warzecha. Dawniej wypasano tutaj owce i bydło, a przez górali zbocza te zwane był Bacuchem, Bacufem, Bacukiem. Według Mariusza Zaruskiego nazwa Bacug pochodzi od niemieckiego słowa Bahnzug. Na początku XVI wieku prowadzili bowiem tutaj i w okolicach Giewontu prace niemieccy górnicy. Według Wielkiej encyklopedii tatrzańskiej prawidłowa nazwa to Bacuch, lecz jej pochodzenie nie jest znane. Obecnie jest to rejon porośnięty lasem i niedostępny turystycznie. Dawniej przez żleb Warzecha prowadził najkrótszy turystyczny szlak z Zakopanego na Giewont.